# 青木三郎
青木 三郎（あおき さぶろう、1956年 - ）は、日本の言語学者、筑波大学教授。専門は、フランス語学、意味論。日本語とフランス語の比較言語研究や、「文明対話学」、「国際交渉力」などをキーワードとした異文化コミュニケーションについて研究している。現在は 筑波大学人文社会国際比較研究機構（ICR)副機構長も務めている。

## 研究分野
出典
- 言語学
- フランス語学
- 意味論 (言語学)

### 研究キーワード
出典
- 日仏語対照言語学
- フランコフォニー研究
- 文明対話学
- 国際交渉力
- 日本文化発信力研究
- 文化と社会

### 研究課題
出典
- 現在 日仏語対照言語学
- 2012-2014 日本文化発信力強化研究拠点形成
- 2011-2013 転換期における人文学の新たな役割
- 2011-2013 ステレオタイプに関する慣用表現と文法現象の研究
- 2003-2006 諸外国語と日本語の対照的記述に関する方法論的研究
- 2000-2003 カテゴリーの対照研究
- 1999-2004 認知基盤に基づく文法

## 経歴
出典
東京都生まれ。
- 1984  パリ第7大学で言語学博士を取得[2]
- 1980  パリ第7大学大学院修士課程を修了[2]  パリ第7大学ではアントワーヌ・キュリオリ（Antoine Culioli）に師事
- 1979  フランス国立パリ第７大学大学院 言語学部修士課程 言語学 修了
- 1977  フランス国立ブザンソン大学 文学部 言語学科 卒業

## 職歴
出典
- 2014- (現在) 筑波大学人文社会国際比較研究機構（ICR)副機構長
- 2014- (現在) 筑波大学 人文社会系 国際化推進室 室長
- 2011- (現在) 筑波大学 人文社会系 教授
- 2011- (現在) 筑波大学 人社系グローバル人材養成のための東アジア・欧州協働教育プログラム　運営委員
- 2013-2014   筑波大学 グローバルコモンズ国際交流支援　部門長
- 2013-2014   筑波大学 グローバルコモンズ国際交流支援　企画委員
- 2008- 2015 筑波大学 北アフリカ研究センター運営委員
- 2008- 2010  筑波大学 国際連携室員
- 2007- (現在)  筑波大学 運営委員長・人文社会科学研究科インターファカルティ教育研究イニシアティヴ運営委員会委員長
- 2005- 2011 筑波大学 人文社会科学研究科 教授
- 2004- 2005 筑波大学 人文社会科学研究科 助教授
- 1993- 2004 筑波大学 文芸・言語学系 助教授
- 1986- 1993 筑波大学 文芸・言語学系専任講師

## その他教育活動の一部
出典
- 2011- (現在) 人社系グローバル人材養成のための東アジア・欧州協働教育プログラム
- 2011- (現在) 国際交渉力強化プログラム
- 2010- 2013  IFERI高度国際教養力プログラム
- 2010 第2回リュブリャナ大学・筑波大学ジョイントセミナー
- 2010 リュブリャナ大学・筑波大学交流セミナー
- 2010 第2回フランシュコンテ大学・筑波大学博士課程共同セミナー
- 2010 次世代の東アジア学生知的交流国際会議
- 2008 リュブリャナ大学・筑波大学ジョイントセミナー
- 2008 スロベニア・日本学生知的交流会議
- 2008 中央アジア・日本学生知的交流会議
- 2007- (現在) 新領域開拓のための人社系異分野融合型教育

## おもな著書
出典
- L'interprétation croisée d'une pratique de karaté: le conflit des fondations France/Japon 2013
- 事物へのアプローチ 2005-02
- 文法の対照研究-日本語とフランス語   山口佳紀（編） 1989-11
- 取り立てと主題-日仏語の対照言語学的研究  益岡隆志・野田尚史・沼田善子（編）1995-05
- La personne en japonais   Junji KAWAGUCHI; France DHORNE; Saburo AOKI  1995-01
- <トコロ>の文法化 2000-10
- ことばのエクササイズ 2002-01
- « Triste » d’une langue à l’autre 2005-09
- 日仏語の空間表現の対照的研究－dansとナカの意味分析 2005-11
- Les études françaises au Japon 2010-09